# 江南左布政使司
江南左布政使司，是中国清朝初期設立的一布政使司，領安庆府、徽州府、宁国府、池州府、太平府、庐州府、凤阳府、淮安府、扬州府、潁州府、徐州直隶州、滁州直隶州、和州直隶州、广德直隶州、六安直隸州。大体上为今安徽省大部分地區，今江苏省长江以北的大部分地区、江西婺源，河南永城市等地。
明代其地屬南京直隸地區（南直隸）。清初屬江南省（江南布政使司），隸屬於兩江總督、江寧巡撫。顺治二年（1645年），置凤阳巡抚及安庐池太巡抚，兼理操江军务，隶属于淮阳总督。六年（1649年），罢凤阳巡抚、安庐池太巡抚。十八年（1661年），设江南左、右布政使，以左布政辖安庆府、徽州府、宁国府、池州府、太平府、庐州府、凤阳府、淮安府、扬州府九府，和徐州、滁州、和州、广德州四直隶州，驻江宁府。
康熙元年（1662年），始分建安徽为省治，置安徽巡抚，驻安庆。三年（1664年），江南分一按察使来治安徽。五年（1666年），割扬州府、淮安府、徐州改隶江宁右布政。六年（1667年），以江南右布政使司為江蘇布政使司，駐蘇州府；以江南左布政使司為安徽布政使司。